# UFC Fight Night: Stevenson vs. Guillard
UFC Fight Night: Stevenson vs. Guillard fue un evento de artes marciales mixtas celebrado por Ultimate Fighting Championship el 5 de abril de 2007 en el Palms Casino Resort, en Las Vegas, Nevada, Estados Unidos.

## Resultados

### Tarjeta preliminar
- Peso ligero: Thiago Tavares vs. Naoyuki Kotani

Tavares derrotó a Kotani vía decisión unánime (30–27, 30–27, 30–27).
- Peso wélter: Rich Clementi vs. Roan Carneiro

Carneiro derrotó a Clementi vía decisión unánime (30–27, 30–27, 30–27).
- Peso ligero: Kurt Pellegrino vs. Nate Mohr

Pellegrino derrotó a Mohr vía (heel hook) en el 2:58 de la 1ª ronda.
- Peso wélter: Keita Nakamura vs. Drew Fickett

Fickett derrotó a Nakamura vía decisión unánime (30–26, 29–26, 29–26). A Nakamura se le descontó un punto debido a un rodillazo ilegal en la segunda ronda.
- Peso semipesado: Seth Petruzelli vs. Wilson Gouveia

Gouveia derrotó a Petruzelli vía sumisión (guillotine choke) en el 0:39 de la 2ª ronda.
- Peso wélter: Kuniyoshi Hironaka vs. Forrest Petz

Hironaka derrotó a Petz vía decisión unánime (30–27, 30–27, 29–28).

### Tarjeta principal
- Peso ligero: Kenny Florian vs. Dokonjonosuke Mishima

Florian derrotó a Mishima vía sumisión (rear naked choke) en el 3:57 de la 3ª ronda.
- Peso pesado: Antoni Hardonk vs. Justin McCully

McCully derrotó a Hardonk vía decisión unánime (30–27, 30–27, 30–27).
- Peso ligero: Joe Stevenson vs. Melvin Guillard

Stevenson derrotó a Guillard vía sumisión (guillotine choke) en el 0:27 de la 1ª ronda.

## Premios extra
Cada peleador recibió un bono de $50,000.
- Pelea de la Noche: Kenny Florian vs. Dokonjonosuke Mishima
- Sumisión de la Noche: Joe Stevenson y Kurt Pellegrino